# Barabara
Als Barabara (aleutisch ulax̂ «Haus») bezeichnen die Unangan, die Ureinwohner der Aleuten, ihre ursprünglichen Behausungen. Es handelt sich dabei um halbunterirdische Bauwerke, die auf einer Grube aufgebaut werden.
Die Basisgrube des Barabara ist rechteckig und wird mit Stangen aus Treibholz ausgekleidet, die ein wenig über den Grubenrand hinausragen. Dieser Unterbau wird mit einem Holzdach belegt und mit Erde und Grasstücken belegt. Treibholz kommt zum Einsatz, da anderes Holz auf den arktischen Inseln nicht verfügbar ist.
Die Barabara waren zu kleinen Siedlungen vereinigt und dienten jeweils zwei bis drei Familien als Behausung. Als Eingang und gleichzeitig als Rauchluke diente eine mit Fischhaut bedeckte Fensterluke, der Fußboden war mit Grasmatten bedeckt. Ebenfalls typisch waren die Beleuchtungsquellen, die aus flachen Steinen mit einer Vertiefung bestanden. In diese Vertiefung wurde Robben- oder Fischöl gefüllt, als Docht diente welkes Gras. Diese Öllampen waren auch die einzigen Wärmequellen der Barabara.